# Rekimai Jaya
Rekimai Jaya is een bestuurslaag in het regentschap Muara Enim van de provincie Zuid-Sumatra, Indonesië. Rekimai Jaya telt 699 inwoners (volkstelling 2010).